# Polygyriscus virginianus
Polygyriscus virginianus es una especie de molusco gasterópodo de la familia Helicodiscidae en el orden de los Stylommatophora.

## Distribución geográfica
Es endémica de los Estados Unidos.